# Bucculatrix domicola
Espèce
Bucculatrix domicola est une espèce de papillons de nuit de la famille des Bucculatricidae.

## Répartition
Bucculatrix domicola se rencontre en États-Unis où il a été signalé dans l'Ohio et le New Jersey.

## Description
L'envergure des ailes est de 7,0 à 7,5 mm.
Les larves se nourrissent de Chêne des marais et de Quercus shumardii. Elles minent les feuilles de leurs plantes hôtes.

## Classification
L'espèce Bucculatrix domicola a été décrite en 1963 par l'entomologiste américaine Annette Frances Braun (d) (1884-1978),.

## Publication originale
- (en) A. F. Braun, « The Genus Bucculatrix in America North of Mexico (Microlepidoptera) », Memoirs of the American Entomological Society, Philadelphie, vol. 18,‎ 1963, p. 1-208 (ISSN 0065-8170, lire en ligne, consulté le 31 décembre 2023).